# Даунхэм, Дженни
Дже́нни Да́унхэм (англ. Jenny Downham, род. 1964) — британская писательница и бывшая актриса.
Одна из её книг «Пока я жива» — вымышленный отсчёт нескольких последних месяцев жизни шестнадцатилетней девочки, умирающей от лейкемии в течение четырех лет. Книга написана от первого лица. «Пока я жива» номинировалась на получение нескольких литературных наград и получила Branford Boase Award в 2008 году.
Второй роман Дженни Даунхэм «Ты против меня», был опубликован в 2010 году. Книга повествует о семье, верности и о выборе, который порой приходится делать. В 1998 году Дженни Даунхэм исполнила роль Анны, жены Ральфа, в фильме Бэзил.
В 2012 году по роману «Пока я жива» был снят фильм «Сейчас самое время». Главные роли в нём исполнили Дакота Фэннинг и Джереми Ирвин.